# Williamson (Georgia)
Williamson è un comune degli Stati Uniti d'America, situato nello Stato della Georgia, nella contea di Pike.